# 杜埃
杜埃（法語：Douai，法語：[dwɛ] ⓘ），法国北部城市，上法兰西大区诺尔省的一个市镇，同时也是该省的一个副省会，下辖杜埃区，其市镇面积为16.9平方公里，2022年1月1日时人口数量为39,833人，在法国城市中排名第189位。
杜埃杜埃位于北部省中部，靠近加来海峡省的朗斯、列万以及其省会阿拉斯，是北部-加来海峡矿区的组成部分，多条公路及铁路在此交汇。杜埃也是法国第五大城市里尔的一个远郊卫星城，由此前往里尔的区域列车最短运行时间在半小时以内。杜埃是法国艺术与历史之城，因公元16世纪创建的杜埃大学而闻名，北部省建省初期曾为该省省会，杜埃钟楼是当地的标志性建筑。

## 地名来源
“杜埃”一名起源于中世纪中期，来源于墨洛温王朝的一种货币，于1223年首次出现了的写法。

## 历史

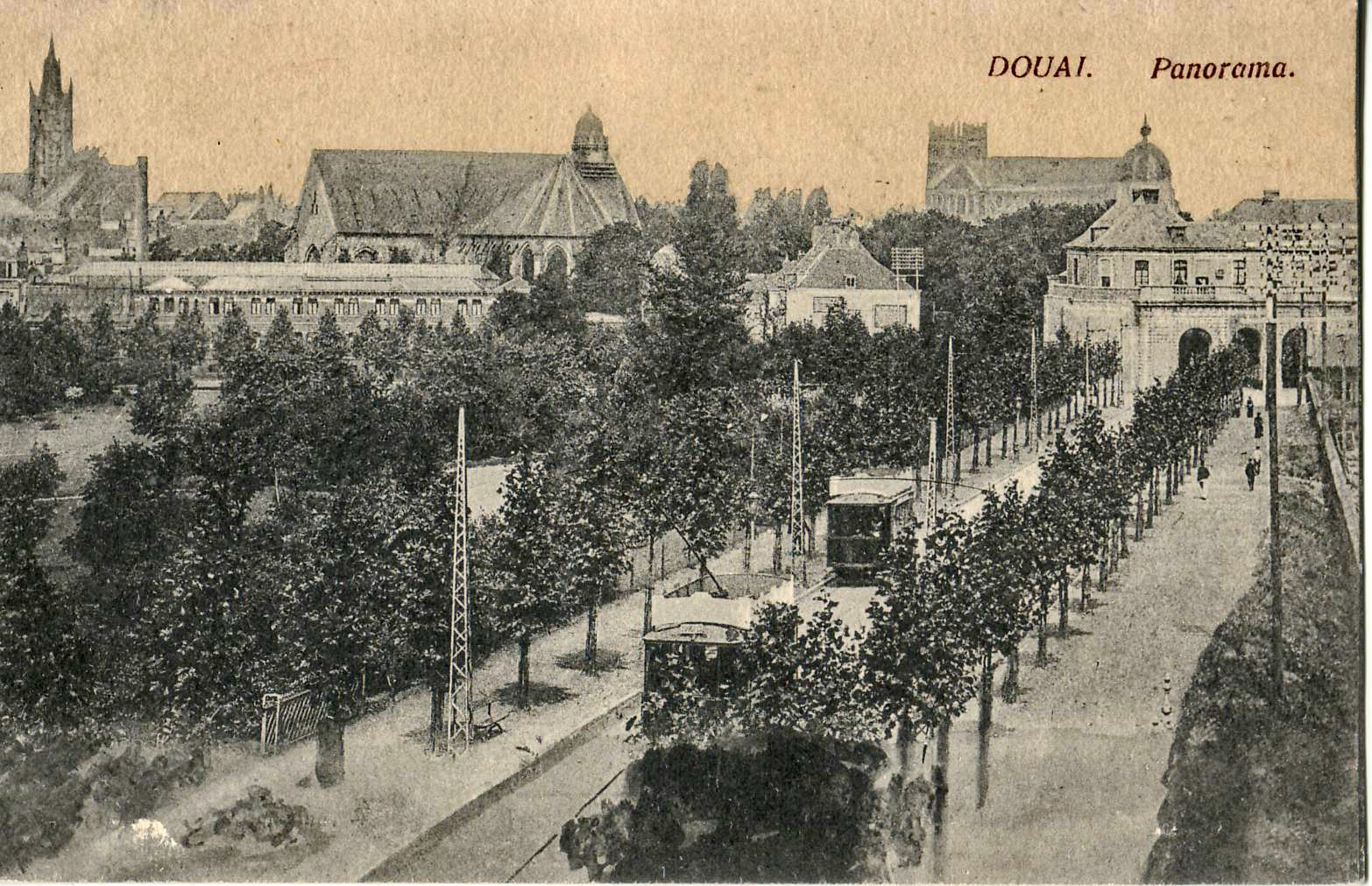
1915年的杜埃街头

杜埃发源于斯卡尔普河上的一处辫状水系组成的河心岛上，其四周河面均较窄，易于通过，杜埃也由此成为一个重要的交通驿站，在西罗马帝国时期顶峰人口接近1.5万。克洛维一世于公元510年攻占杜埃，后被划至纽斯特利亚，自公元866年起成为佛兰德家族的统治范围，公元1304年，卡佩国王腓力四世率兵与叛变的佛兰德军队发生交战，史称佛兰德战役。杜埃由此获得了过境权，成为一个区域性的商业中心。1330年，杜埃的罗贝尔在此建立了巴黎人克莱尔联盟，后成为巴黎索邦大学前身的一部分，杜埃也由此被誉为“北方雅典”。1384年，佛兰德伯爵联姻至瓦卢瓦王朝，杜埃成为勃艮第公国的领土。1477年，神圣罗马帝国国王马克西米利安一世与勃艮第的玛丽联姻，佛兰德伯国划为哈布斯堡王朝的统治范围，成为十七省之一。1529年，根据《康布雷协议》，佛兰德伯国实际由法兰西王国控制。公元16世纪，腓力二世在保禄四世的支持下在杜埃创建杜埃大学，使得杜埃成为了这一地区的权利和宗教的中心。1609年，英国学者和宗教中枢威廉·阿伦在杜埃大学完成了《圣经》的英文翻译，其译本的最初被命名为《杜埃圣经》。公元1667年，路易十四与哈布斯堡王朝签订《第一亚琛和约》，彻底收复佛兰德伯国。法国大革命后，杜埃成为北部省的省会，1803年，北部省政府迁至里尔，杜埃成为副省会。19世纪中后期，多条连接杜埃的铁路陆续建成，其中巴黎－里尔铁路成为了法国北部重要的交通干线，杜埃成为重要的铁路枢纽。第一次世界大战期间，德军占领了杜埃，并于1918年放火烧毁了全城。1946年，北部-加来海峡大区矿务局总部设于杜埃，后于1990年因资源枯竭而关闭。

## 地理

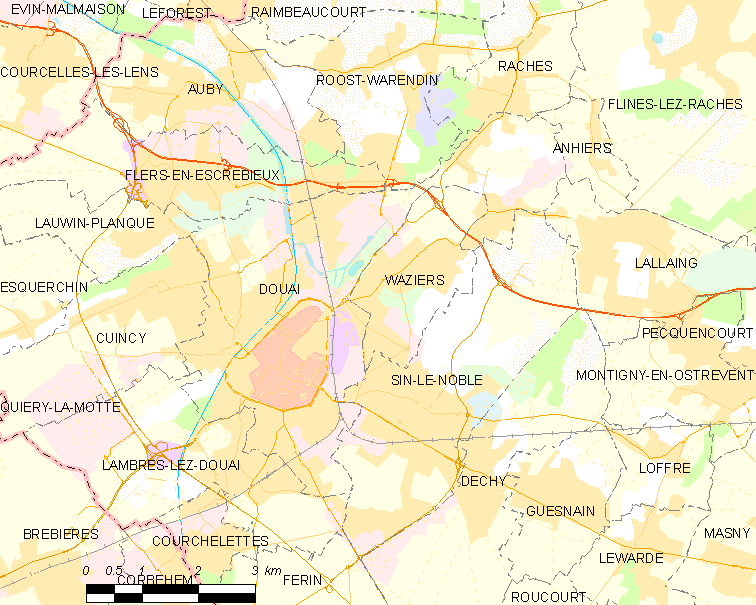
杜埃市镇范围地图

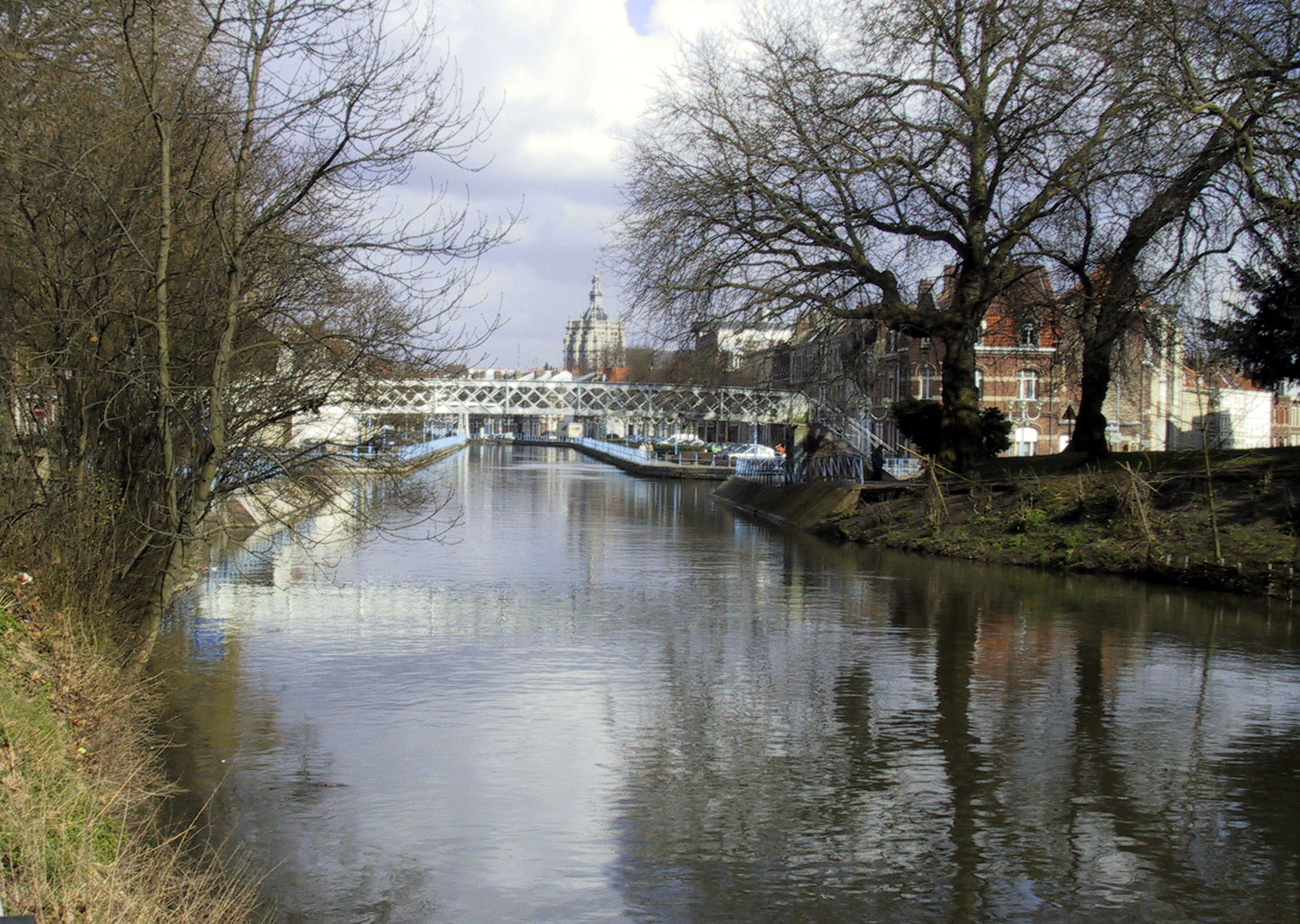
流经杜埃的斯卡尔普河

杜埃位于法国北部，上法兰西大区北部和北部省中部，距离省会里尔大约33公里。与杜埃接壤的市镇包括：罗-瓦朗丹、桑勒诺布勒、瓦济耶、阿尼耶、宽西、弗莱尔斯-昂内斯克勒比约、拉兰、朗布尔莱杜埃、洛万普朗克、拉什。

### 地形
杜埃位于阿图瓦平原腹地，市镇中心地势平坦，全境海拔在16到38米之间。

### 水文
斯卡尔普河自南向北流经杜埃，并分为两支水道，其中西侧的水道在工业革命期间完成了渠化改造，现仍具有通航能力。

### 植被
杜埃属于温带阔叶混交林区，市区内的主要绿地公园包括拉图尔代达姆公园（Parc De La Tour Des Dames）、夏尔·贝尔坦公园（Parc Charles Bertin）等，均常年免费向公众开放。
在鲜花城市的评比中，杜埃被评为4星级（最高级）鲜花城市。

### 气候
杜埃在柯本气候分类法中属于温带海洋性气候，年温差较小，降水分布均匀，偶尔受到大陆气流影响，气温骤降。
杜埃境内设有一处气象站，以下为该气象站的数据（其中日照数据取自里尔机场）：
| 杜埃1981年－2019年  | 杜埃1981年－2019年 | 杜埃1981年－2019年 | 杜埃1981年－2019年 | 杜埃1981年－2019年 | 杜埃1981年－2019年 | 杜埃1981年－2019年 | 杜埃1981年－2019年 | 杜埃1981年－2019年 | 杜埃1981年－2019年 | 杜埃1981年－2019年 | 杜埃1981年－2019年 | 杜埃1981年－2019年 | 杜埃1981年－2019年 |
| 月份                | 1月                | 2月                | 3月                | 4月                | 5月                | 6月                | 7月                | 8月                | 9月                | 10月               | 11月               | 12月               | 全年               |
| ------------------- | ------------------ | ------------------ | ------------------ | ------------------ | ------------------ | ------------------ | ------------------ | ------------------ | ------------------ | ------------------ | ------------------ | ------------------ | ------------------ |
| 历史最高温 °C（°F） | 15 (59)            | 18.3 (64.9)        | 23.8 (74.8)        | 28 (82)            | 31.3 (88.3)        | 36 (97)            | 37.5 (99.5)        | 36.5 (97.7)        | 32 (90)            | 29 (84)            | 20.5 (68.9)        | 15 (59)            | 37.5 (99.5)        |
| 平均高温 °C（°F）   | 5.8 (42.4)         | 6.8 (44.2)         | 10.6 (51.1)        | 14.3 (57.7)        | 18.1 (64.6)        | 20.9 (69.6)        | 23.6 (74.5)        | 23.5 (74.3)        | 19.7 (67.5)        | 15 (59)            | 9.6 (49.3)         | 6.2 (43.2)         | 14.5 (58.1)        |
| 日均气温 °C（°F）   | 3.5 (38.3)         | 3.9 (39.0)         | 6.9 (44.4)         | 9.5 (49.1)         | 13.2 (55.8)        | 16 (61)            | 18.3 (64.9)        | 18 (64)            | 15 (59)            | 11.3 (52.3)        | 6.9 (44.4)         | 4 (39)             | 10.5 (50.9)        |
| 平均低温 °C（°F）   | 1.2 (34.2)         | 1.1 (34.0)         | 3.2 (37.8)         | 4.8 (40.6)         | 8.4 (47.1)         | 11 (52)            | 13 (55)            | 12.6 (54.7)        | 10.3 (50.5)        | 7.7 (45.9)         | 4.2 (39.6)         | 1.8 (35.2)         | 6.6 (43.9)         |
| 历史最低温 °C（°F） | −20.5 (−4.9)       | −12.5 (9.5)        | −11 (12)           | −4.5 (23.9)        | −1.5 (29.3)        | 2 (36)             | 4.1 (39.4)         | 4.1 (39.4)         | 0 (32)             | −6 (21)            | −9.5 (14.9)        | −12.5 (9.5)        | −20.5 (−4.9)       |
| 平均降水量 mm（）   | 57.7 (2.27)        | 46.5 (1.83)        | 55 (2.2)           | 46.7 (1.84)        | 57.5 (2.26)        | 64.6 (2.54)        | 68.3 (2.69)        | 62.4 (2.46)        | 60.2 (2.37)        | 64.9 (2.56)        | 65.4 (2.57)        | 67.6 (2.66)        | 716.8 (28.22)      |
| 月均日照時數        | 65.5               | 70.7               | 121.1              | 172.2              | 193.9              | 206                | 211.3              | 199.5              | 151.9              | 114.4              | 61.4               | 49.6               | 1,617.5            |
| 来源：Infoclimat    |                    |                    |                    |                    |                    |                    |                    |                    |                    |                    |                    |                    |                    |

## 行政区划

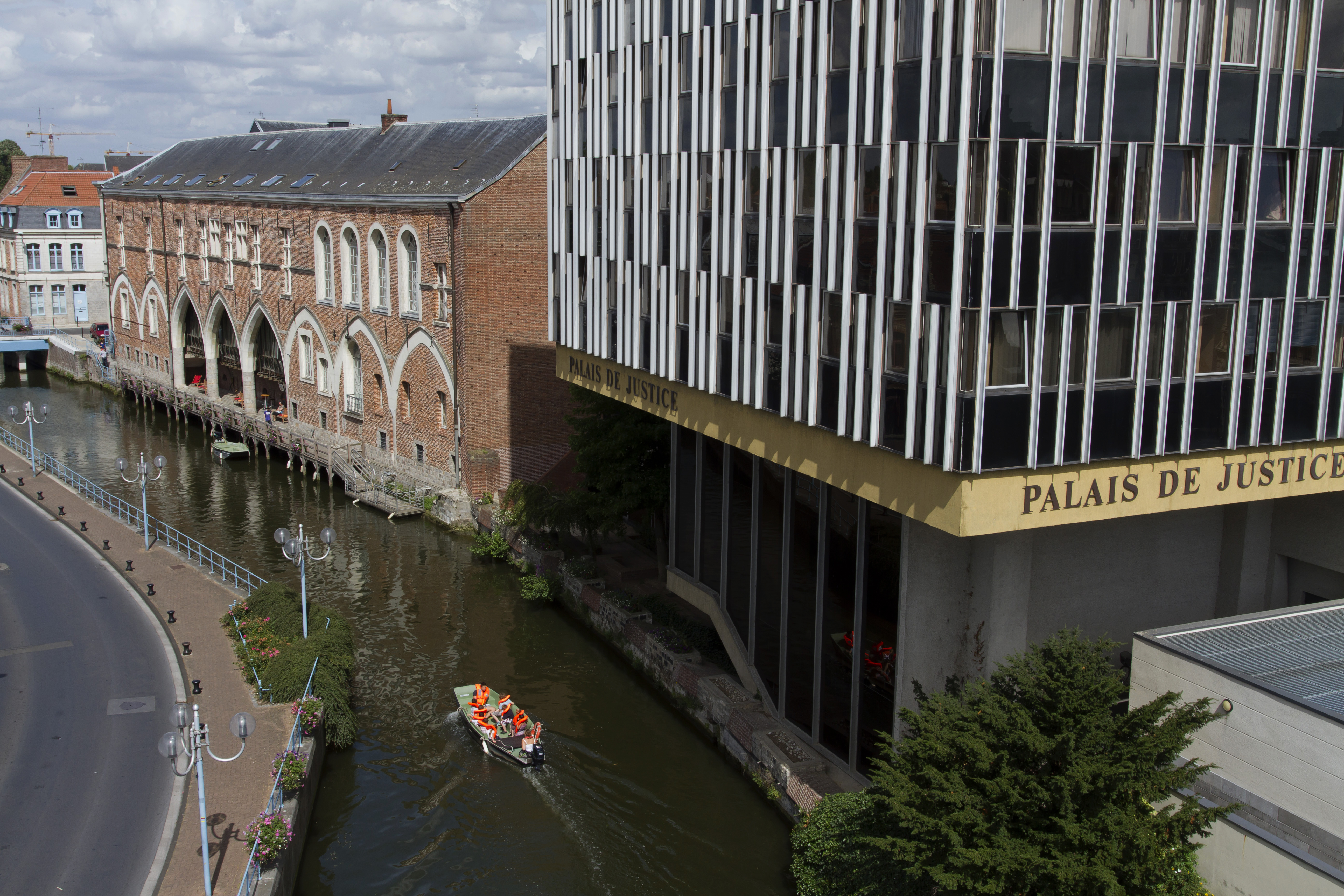
杜埃法院

杜埃是法国上法兰西大区诺尔省的一个市镇，编号为59178，它也是诺尔省的一个副省会。杜埃下辖杜埃区，隶属于诺尔省第十七选区，管理杜埃县，同时也是杜埃城市圈公共社区的办公驻地。
杜埃市镇被划为10个街区，并实行街区自治制度。
法国国家统计与经济研究所（简称）在进行数据统计时，将杜埃及相邻的另外66个市镇设为杜埃-朗斯城市核心区，并将包括核心区在内的周边共103个市镇划为杜埃-朗斯城市区。自2020年起，杜埃-朗斯城市区被拆分，欧比被划入包含61个市镇的杜埃城市辐射区代替。此外，还将杜埃市镇分为了14个“块区”（IRIS），以便于统计人口分布情况。

## 交通

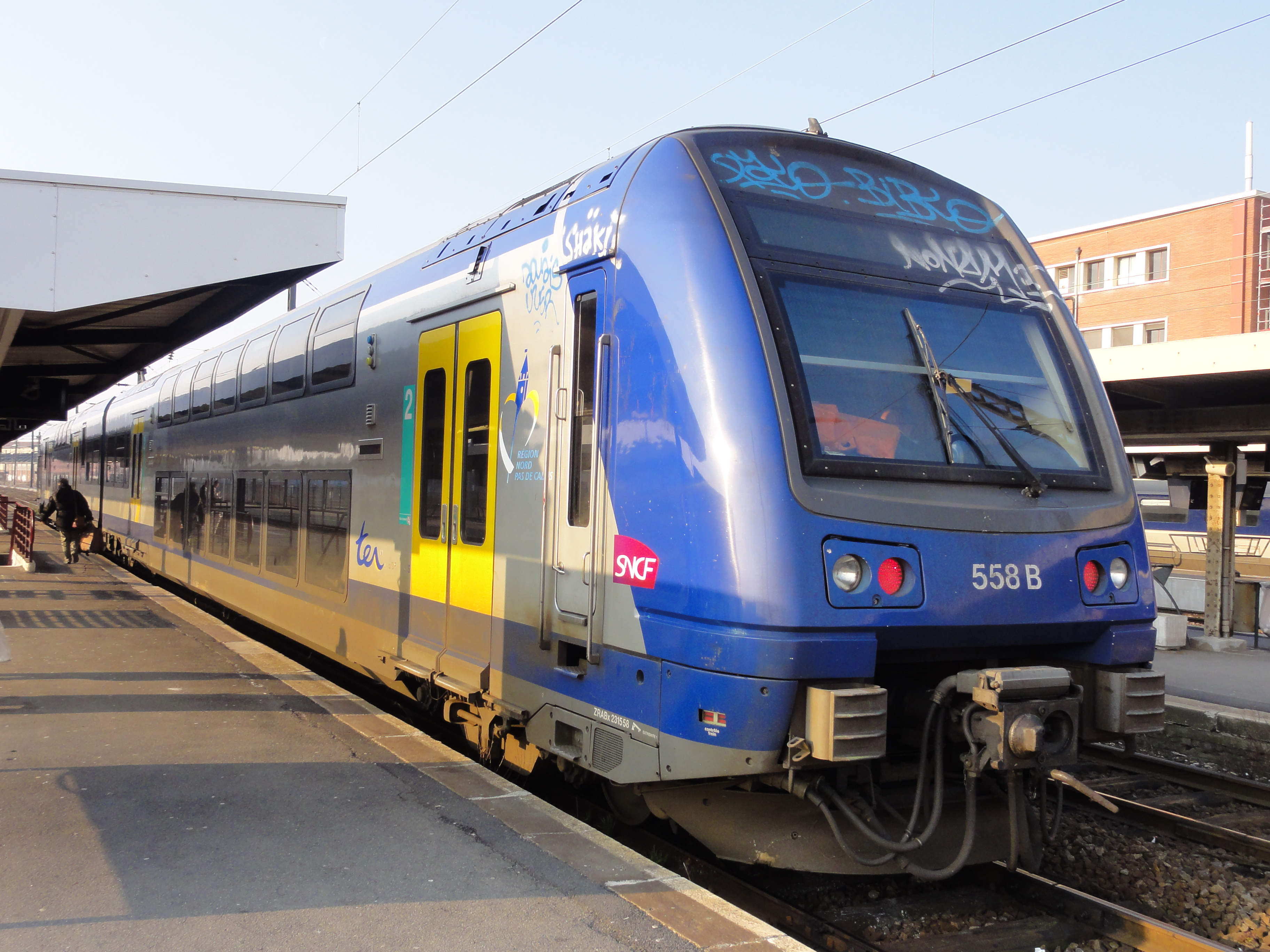
杜埃火车站内的一列区域列车

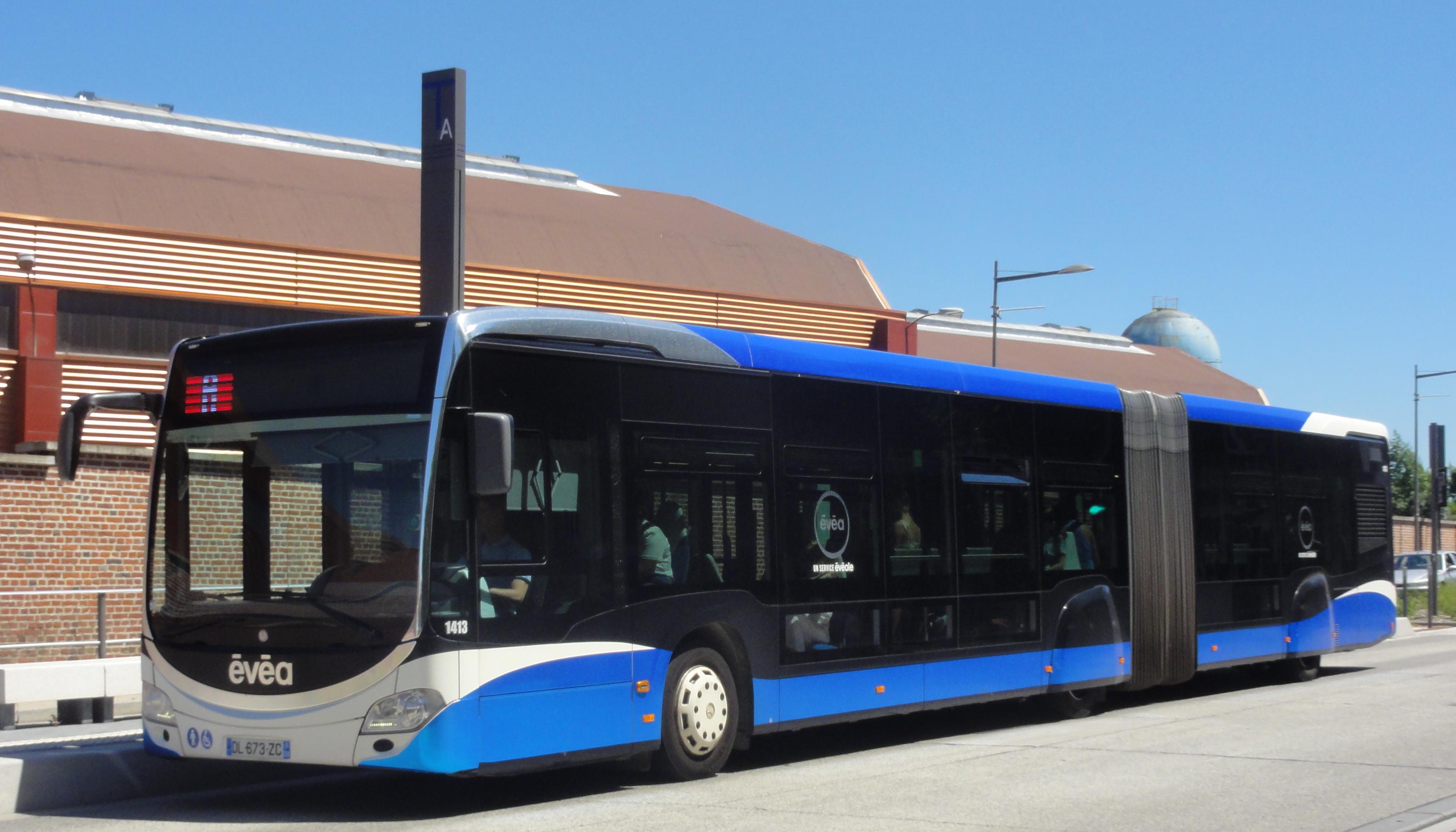
杜埃大容量公交

### 公路
法国国家A21号高速公路从杜埃市区北部过境，并设有5个出入口可通向市区，另有多条北部省省道在杜埃境内交汇。
北部省城际客运开行由杜埃前往周边主要市镇的常规或校车线路。
2018年，59.7%的杜埃家庭拥有至少一辆私人汽车。2019年，杜埃境内共发生各类交通事故16起，造成3人遇难，14人受伤。

### 铁路
杜埃是法国北部的一个重要铁路枢纽，巴黎－里尔铁路、圣瑞斯特昂绍塞－杜埃铁路和杜埃－布朗-米斯龙铁路在此交汇。杜埃火车站位于杜埃市中心，老城区以东，该站每天停靠数班往返于巴黎和瓦朗谢讷的高速列车，一对往返于里尔和波尔多以及里尔和马赛之间的长途高速列车，同时停靠多条区域列车线路，可前往里尔、朗斯、瓦朗谢讷、圣康坦、阿拉斯、亚眠和鲁昂等地。2018年，杜埃站累计发送旅客282.3万人次，是法国铁路系统当中的a级车站。

### 航空
距离杜埃市区最近的民用航空机场为里尔机场，该机场每天开行前往欧洲主要城市的航班。

### 城市公共交通
杜埃城市公共交通（商业名称为）由当地政府直接负责管理和运营，下属1条大容量公交线路、13条常规公交线路和15条定制公交线路，线路网覆盖了33个市镇。杜埃大容量公交（编号为A）自2010年投入商业运行，呈东西走向，是当地重要的交通干线。

## 政治
杜埃的现任市长为弗雷德里克·谢罗先生，他在2014年的市政选举中获得了45.91%的支持率，在2020年的市政选举中则获得41.33%的支持率，得以连任。
在2017年的法国总统大选中，法国第二十五任总统埃马纽埃尔·马克龙在杜埃获得了58.09%的支持率。
| 杜埃历届市长   |                                  |                                            |
| 任期           | 市长                             | 党派                                       |
| 1944年－1950年 | Paul Phalempin 保罗·法朗潘       | 不详                                       |
| 1950年－1959年 | 安德烈·卡尼韦                    | DVG左翼无党派人士                          |
| 1959年－1965年 | Georges Sarazin 乔治·萨拉赞      | UNR新共和国联盟                            |
| 1965年－1983年 | Charles Fenain 夏尔·弗南         | DVG左翼无党派人士                          |
| 1983年－2014年 | Jacques Vernier 雅克·韦尼耶      | RPR保衛共和聯盟 →UMP人民运动联盟 →LR共和黨 |

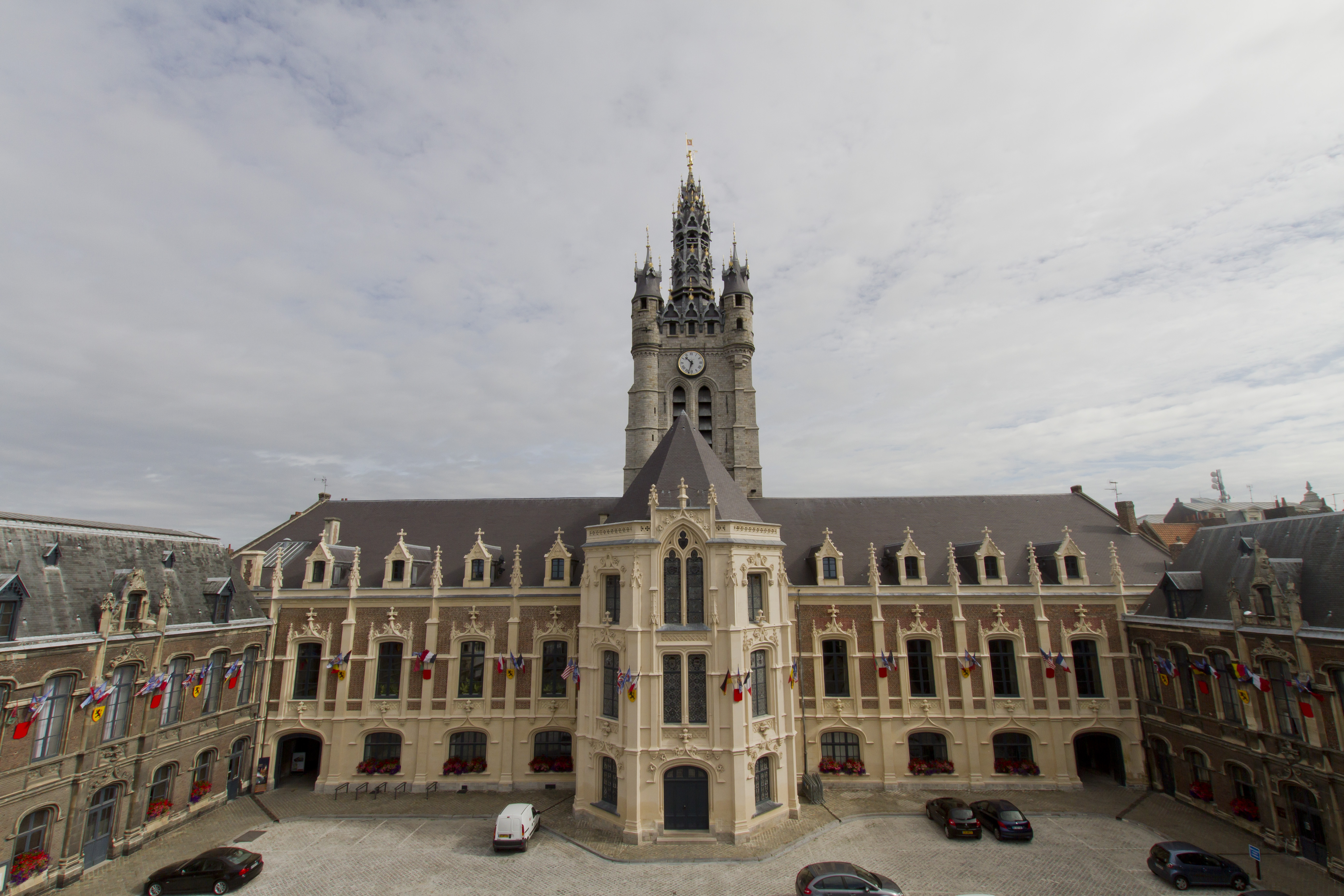
杜埃市政厅

| 2014年－       | Frédéric Chéreau 弗雷德里克·谢罗 | PS社会党 →DVG左翼无党派人士                |

## 人口
2018年，杜埃市镇人口数量为39,634，在法国排名第189位。其中男性19,472人，女性20,162人，75岁及以上人口占7.5%，外籍人口数量为11,132人，人口密度为2,348人/平方公里，当地居民被称为（男性）或（女性）。2019年，杜埃境内出生496人，死亡人口375人。
| 年份   | 1936   | 1946   | 1954   | 1962   | 1968   | 1975   | 1982   | 1990   | 1999   | 2006   | 2011   | 2016   | 2018   |
| ------ | ------ | ------ | ------ | ------ | ------ | ------ | ------ | ------ | ------ | ------ | ------ | ------ | ------ |
| 人口數 | 42,021 | 37,258 | 43,380 | 47,639 | 49,187 | 45,239 | 42,576 | 42,175 | 42,796 | 42,766 | 41,915 | 39,657 | 39,634 |

## 经济

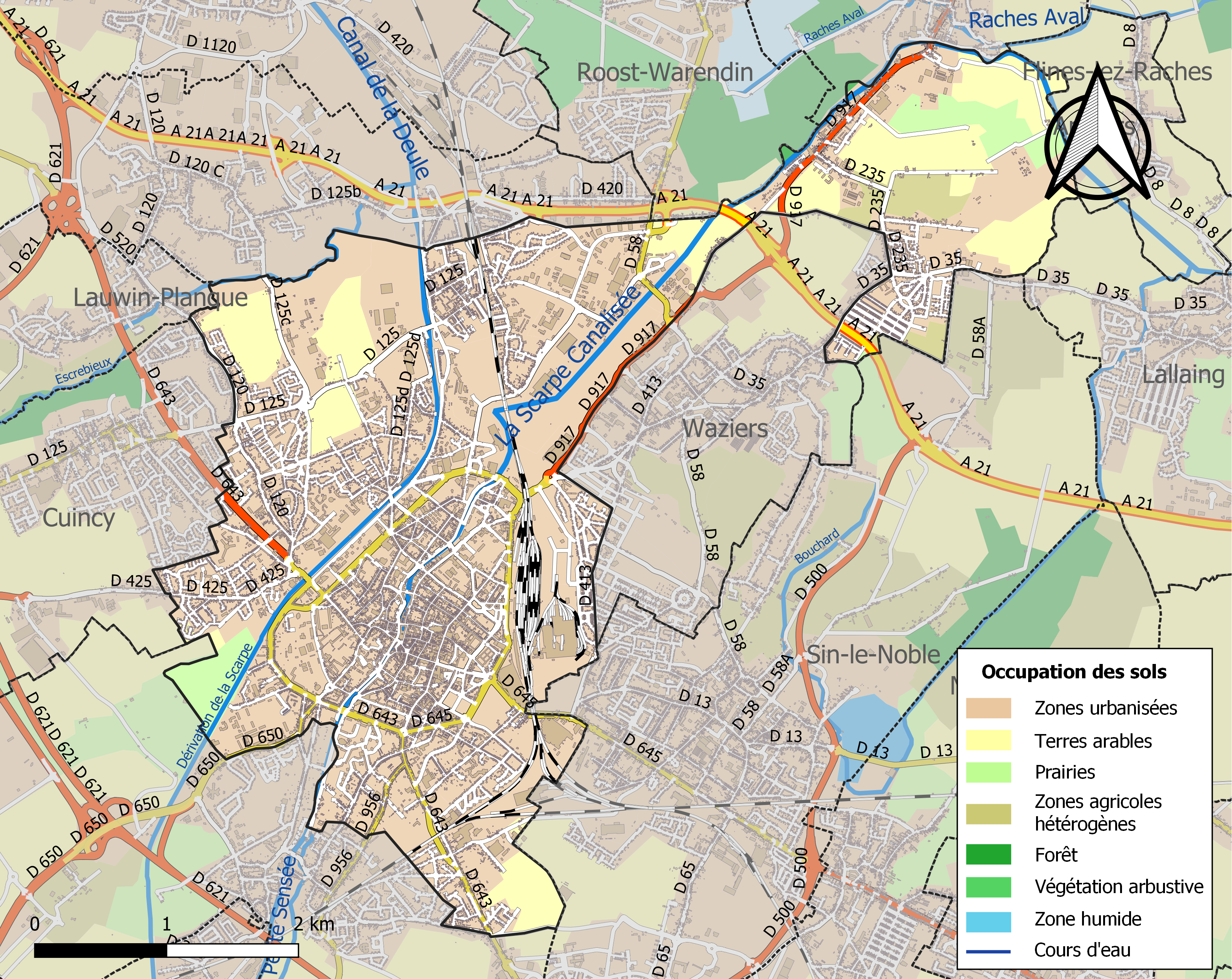
杜埃土地利用情况地图

杜埃是一个区域性的工商业城市和铁路枢纽，同时也是里尔的一座远郊卫星城。截止2021年11月，杜埃共有各类用人单位（包含自雇）5,281家，平均历史为16年，其中99.03%为中小型企业（PME）。（房屋租赁）、（房屋租赁）及（大型零售）是当地2020年营业额最高的三个企业，分别为309,463,525欧元、70,906,720欧元和70,163,037欧元。

## 财政与居民收入
2019年，杜埃的财政收入总额为60,915,900欧元，财政支出总额为52,272,900欧元，当年的债务总额为40,967,400欧元。2021年，杜埃共获得15,223,746欧元的国家财政补助，比上一年增加了1.21%。
2019年，杜埃的人均月收入总额为2,097欧元，其中高级职员为3,849欧元，低于法国平均水平（4,230欧元）；中级职员为2,175欧元，低于法国平均水平（2,411欧元）；普通职员为1,649欧元，亦低于法国平均水平（1,740欧元）。
2018年，杜埃境内的青壮年（15至64岁）失业率为23.1%，当地38.5%的家庭拥有纳税资格，平均纳税3,173欧元，低于法国平均水平（3,888欧元）。

## 社会事务

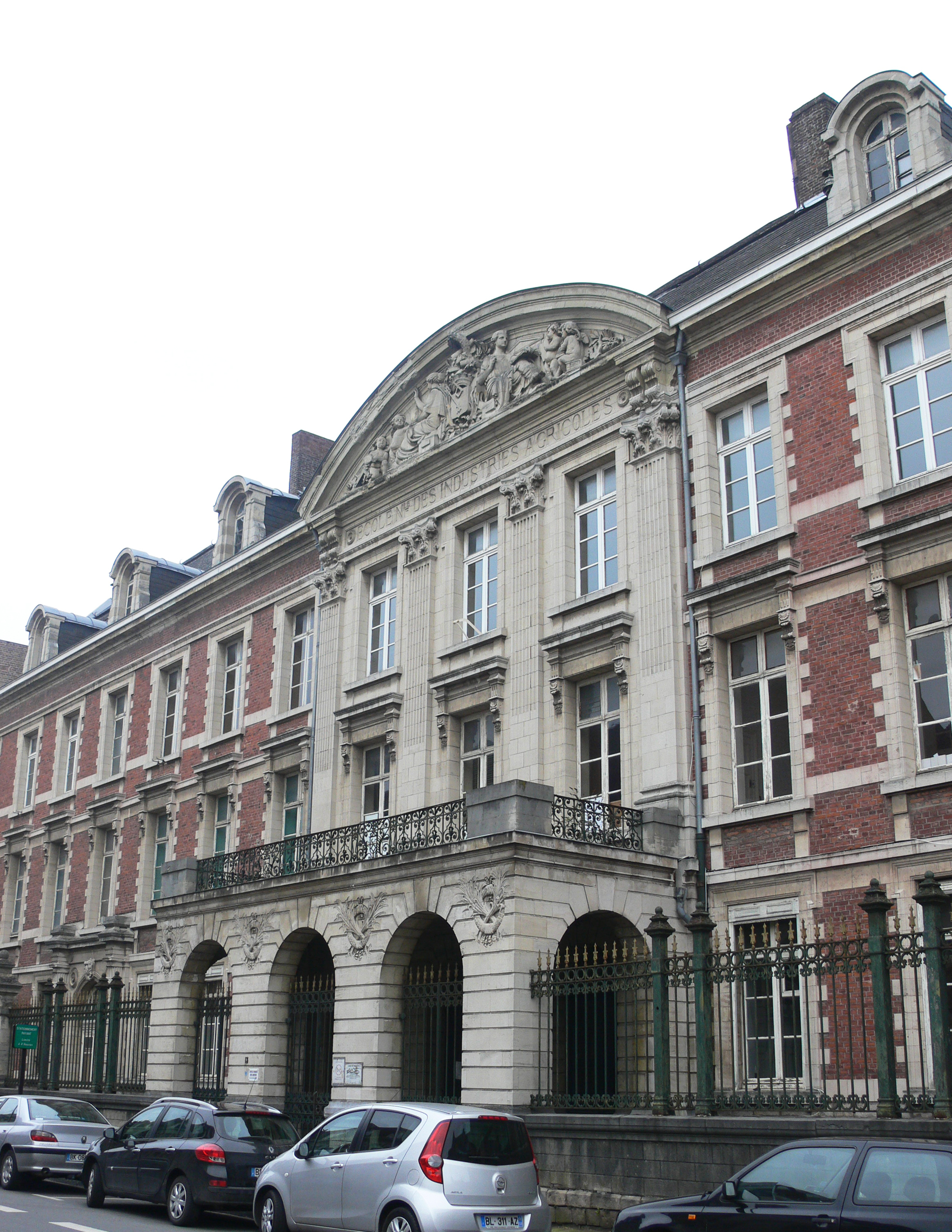
杜埃农业高级中学

### 教育
杜埃属于里尔学区。截止2020年1月1日，杜埃境内共有13所幼儿园、17所小学、7所初级中学、6所普通高中、1所农业高中和2所职业高中。2018至2019学年度，杜埃境内共有在校中等教育阶段学生8,567名。
国立杜埃高等矿业学院建于1878年，是巴黎以外历史最悠久的工程师学校之一，2017年与里尔高等电信工程师学院合并建立国立里尔-杜埃电信矿业高等学校。阿图瓦大学是法国的一所公立综合性大学，总部位于阿拉斯，同样在杜埃设有校区。

### 医疗
截止2020年1月1日，杜埃境内共有全科医生42名、保健师37名、牙医36名、护士55名、耳科医生2名、眼科医生16名、皮肤科医生6名、助产士7名、儿科医生3名和妇科医生0名。境内共有药房12家、养老院7家、残疾人帮扶中心10家。
杜埃中心医院是法国的一个区域性医疗机构，其主病区位于市区东南部，设有床位596个，是当地规模最大的公立综合性医院。

### 住房

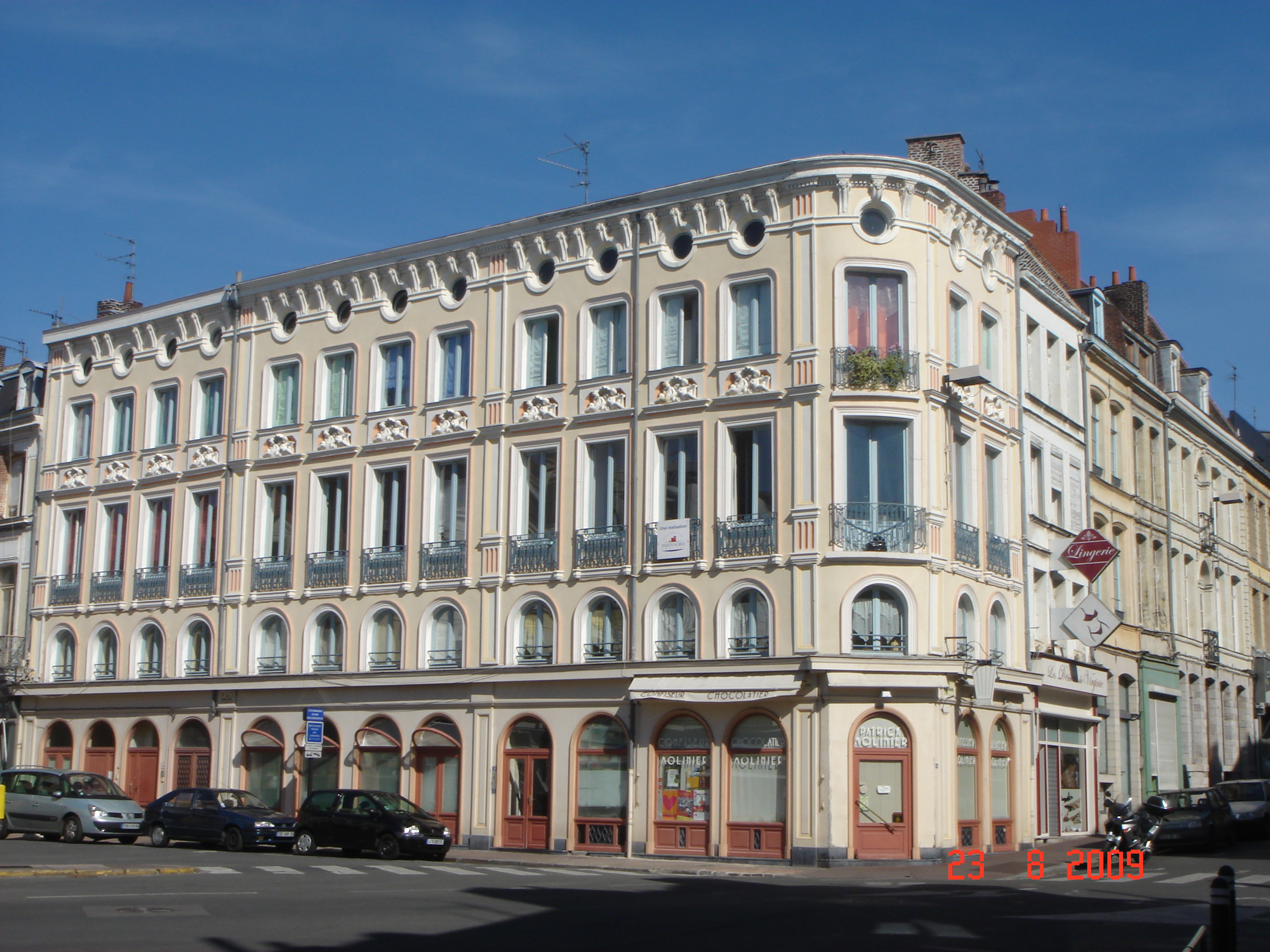
杜埃街头的一处民居

2018年，杜埃境内共有各类住房21,498套，其中44.7%为独立式居民区，54.4%为集中式居民区。常住房屋占杜埃市镇范围内居民建筑总量的82.6%。
在住房保障政策方面，2020年，杜埃境内共有8,294户家庭获得了住房经济补助，受益人数占总人口数量的20.9%，其中8,162份为房租补助。

### 商业
2019年，杜埃境内共有各类实体商铺865家，其中餐厅163家、大型超市12家、杂货店18家、面包房23家、肉铺12家、书店6家、装饰品店3家、银行门店21家、美容美发店62家、汽车维修店39家。市区东南部的桑勒诺布勒和西北部的弗莱尔-昂内斯克勒比约境内设有大型开放式商业街区。

### 体育
2020年，杜埃境内共有2家游泳池、15间体育馆、1座综合体育场、15处网球场、9处足球或橄榄球场、3处篮球或排球场以及1处高尔夫球场。
截至2021年11月，杜埃境内共有7家注册足球俱乐部。杜埃体育俱乐部是当地的代表性足球队，成立于1907年，曾参加过四个赛季的法乙联赛，2021至2022赛季参加上法兰西大区足球联赛，其主场德梅尼球场（Stade Demeny）可同时容纳2,500名观众，是当地规模最大的体育设施之一。

### 环境
杜埃的环境事务由其所属的公共社区负责。2019年，杜埃境内共有12污染企业。

### 治安
2019年，杜埃市镇范围内共有两处派出所和一处监狱。
2020年，杜埃宪兵总队辖区内共Di35 个市镇累计发生各类案件9,964起，其中盗窃类案件4,762起，经济类案件1,300起，毒品交易类案件341起。
2019年6月，杜埃居民托马·迪布瓦（Thomas Dubois）在购物时因露富被一伙人跟踪，最终被残忍杀害，此事在当地引发了较为广泛的社会舆论。

## 文化
2020年，杜埃境内共有1家剧场、2家电影院、1家博物馆和1家音乐厅。杜埃市政府提供多媒体中心，向公众全年开放。

### 建筑
杜埃是法国艺术与历史之城，境内的杜埃钟楼是当地的标志性建筑，是比利时和法国的钟楼群的组成部分，已于1999年被列入世界文化遗产。此外杜埃的阿拉斯门历史上为这一地区重要的交通关隘，1945年被列入法国国家文物保护单位。

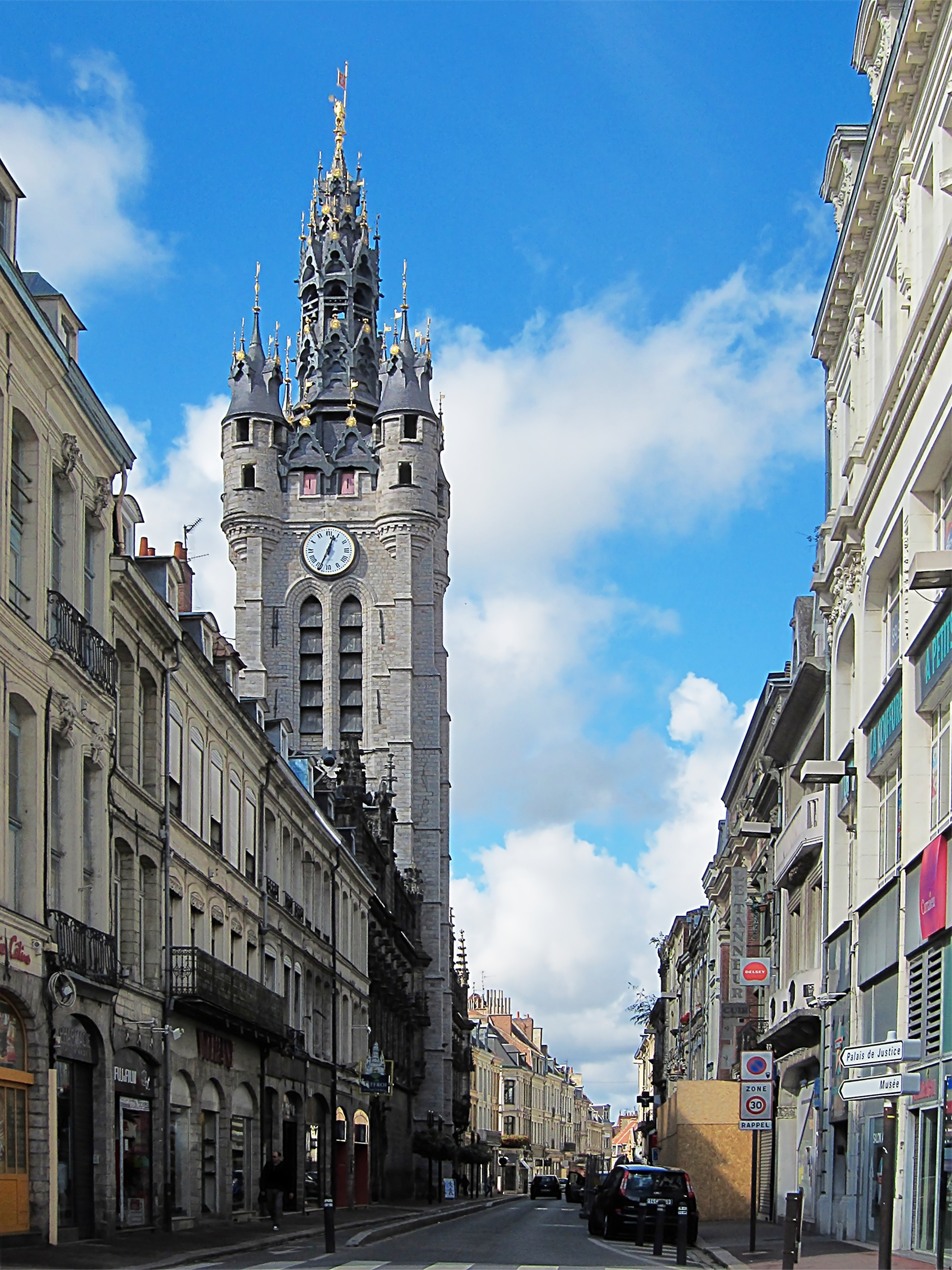
杜埃钟楼
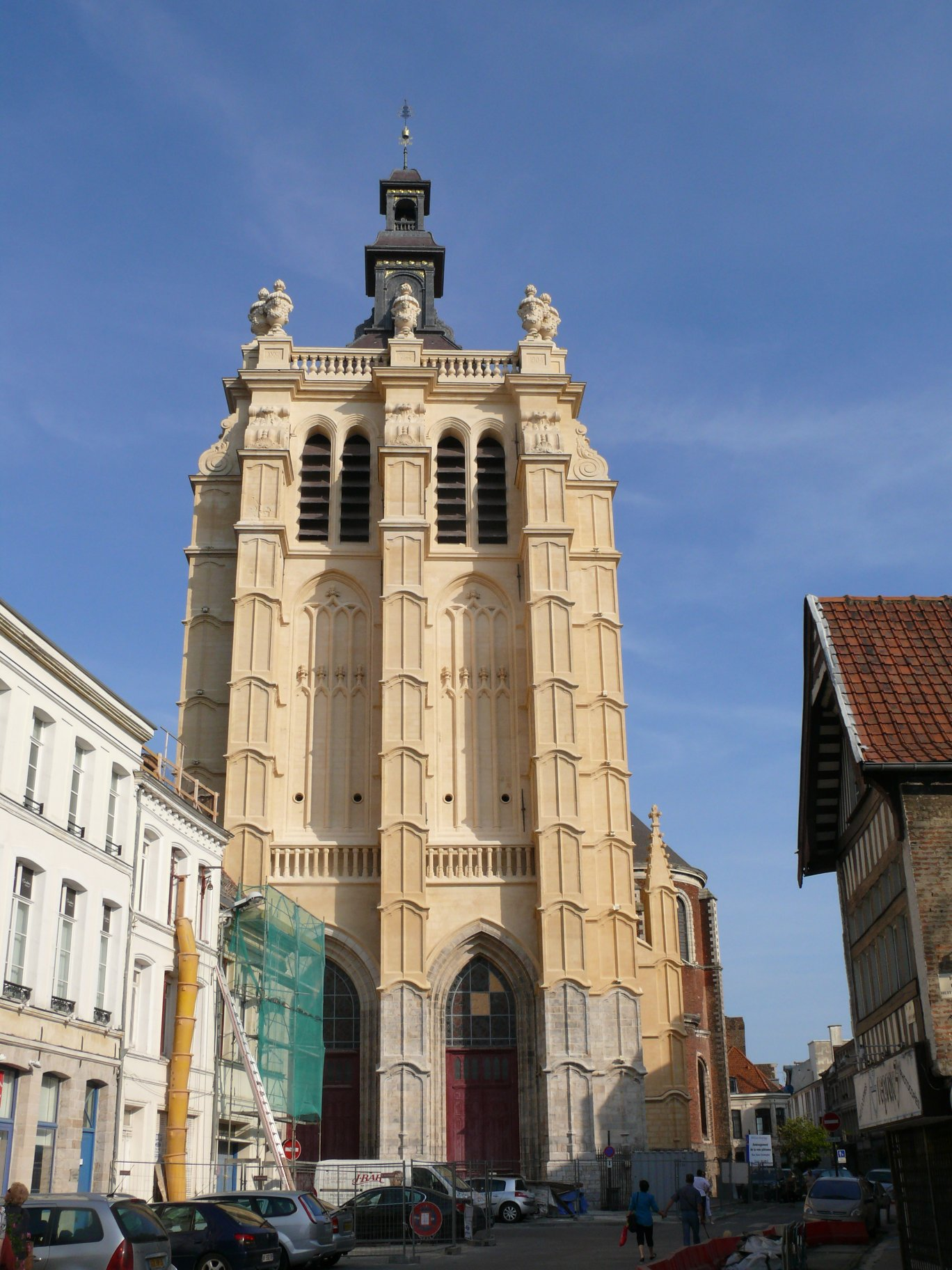
圣伯多禄大教堂（法语：Collégiale Saint-Pierre de Douai）
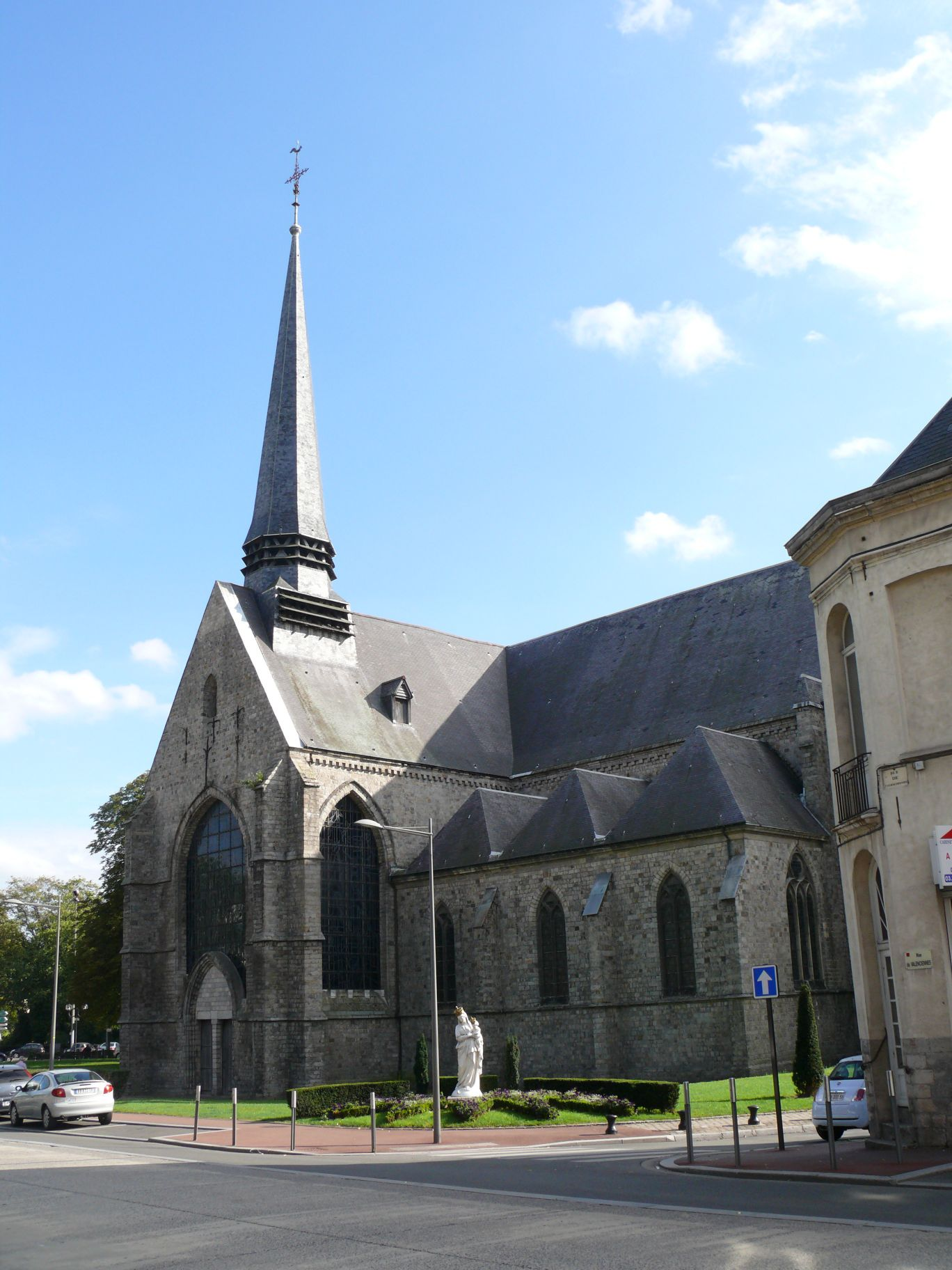
圣母教堂（法语：Église Notre-Dame de Douai）
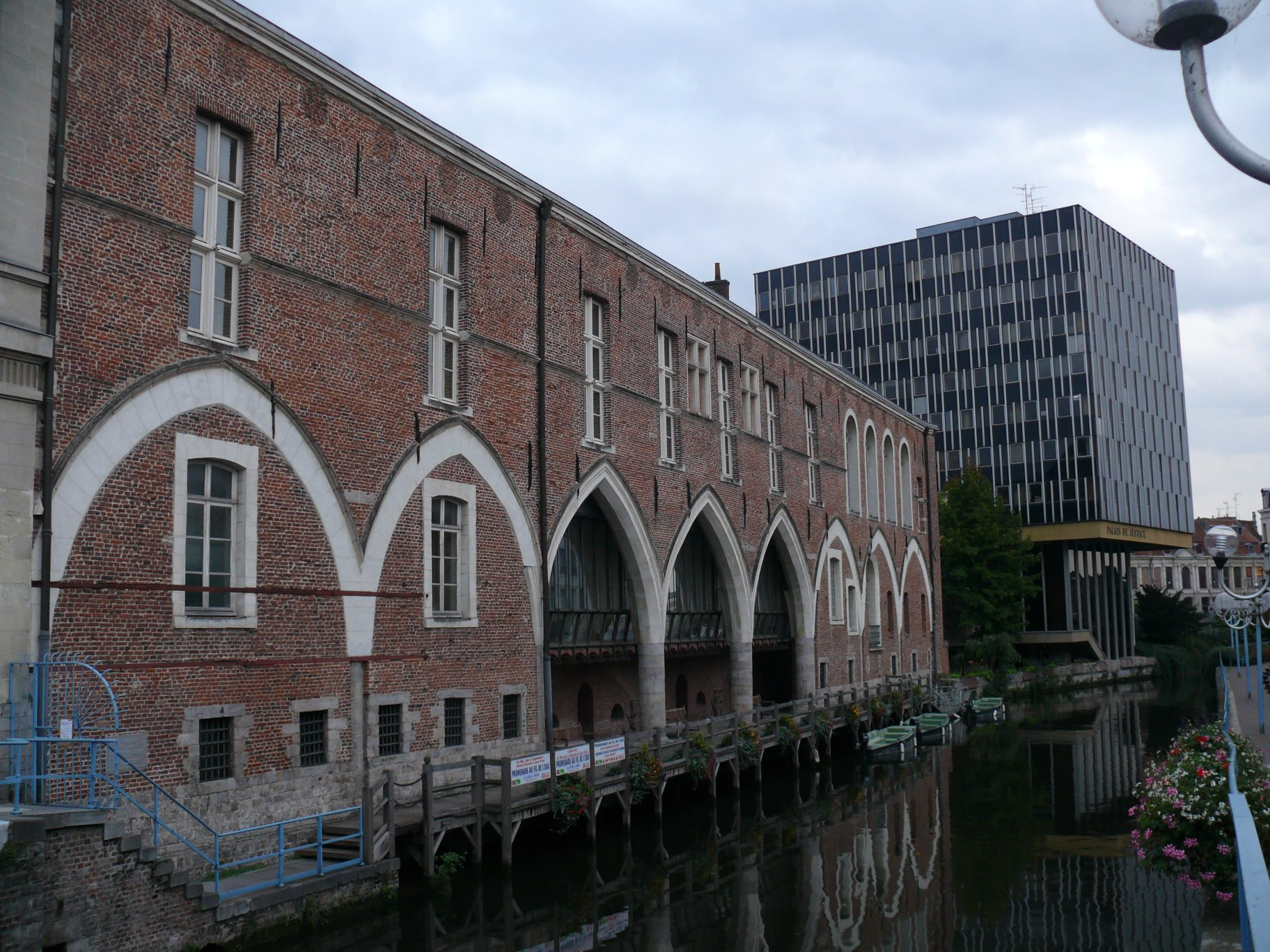
司法宫（法语：Palais de justice de Douai）
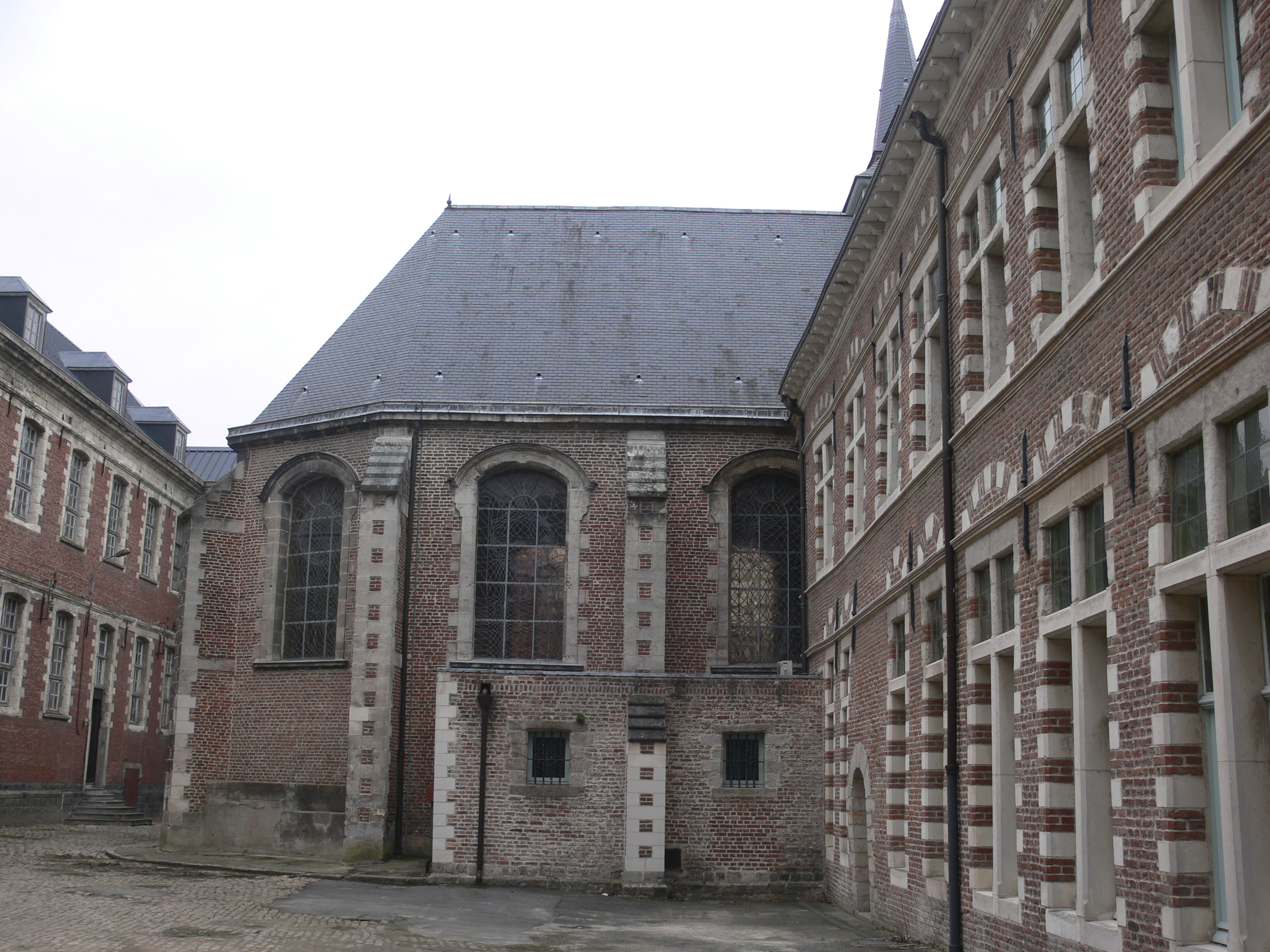
神学院
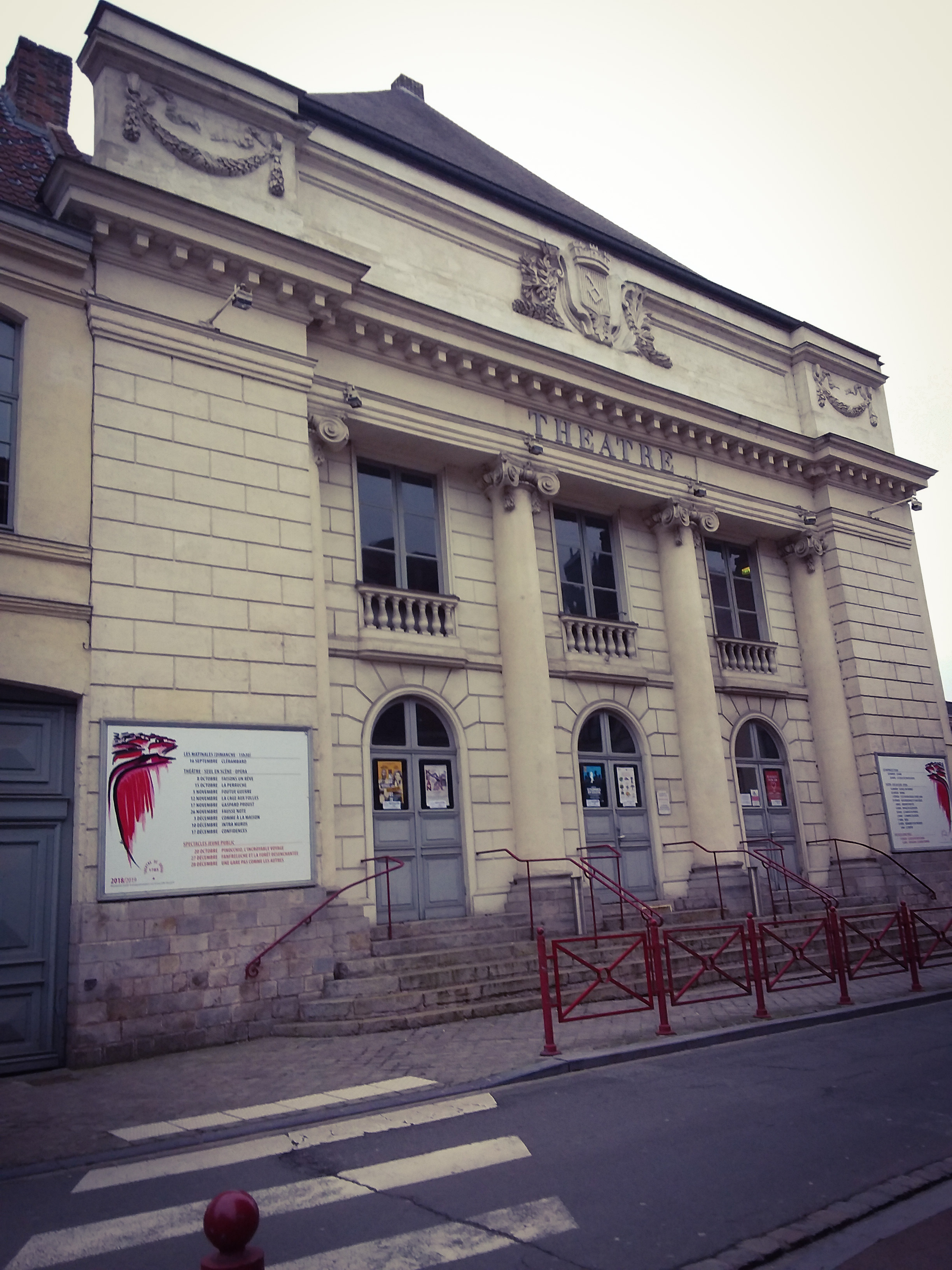
杜埃市政剧场（法语：Théâtre à l'italienne de Douai）
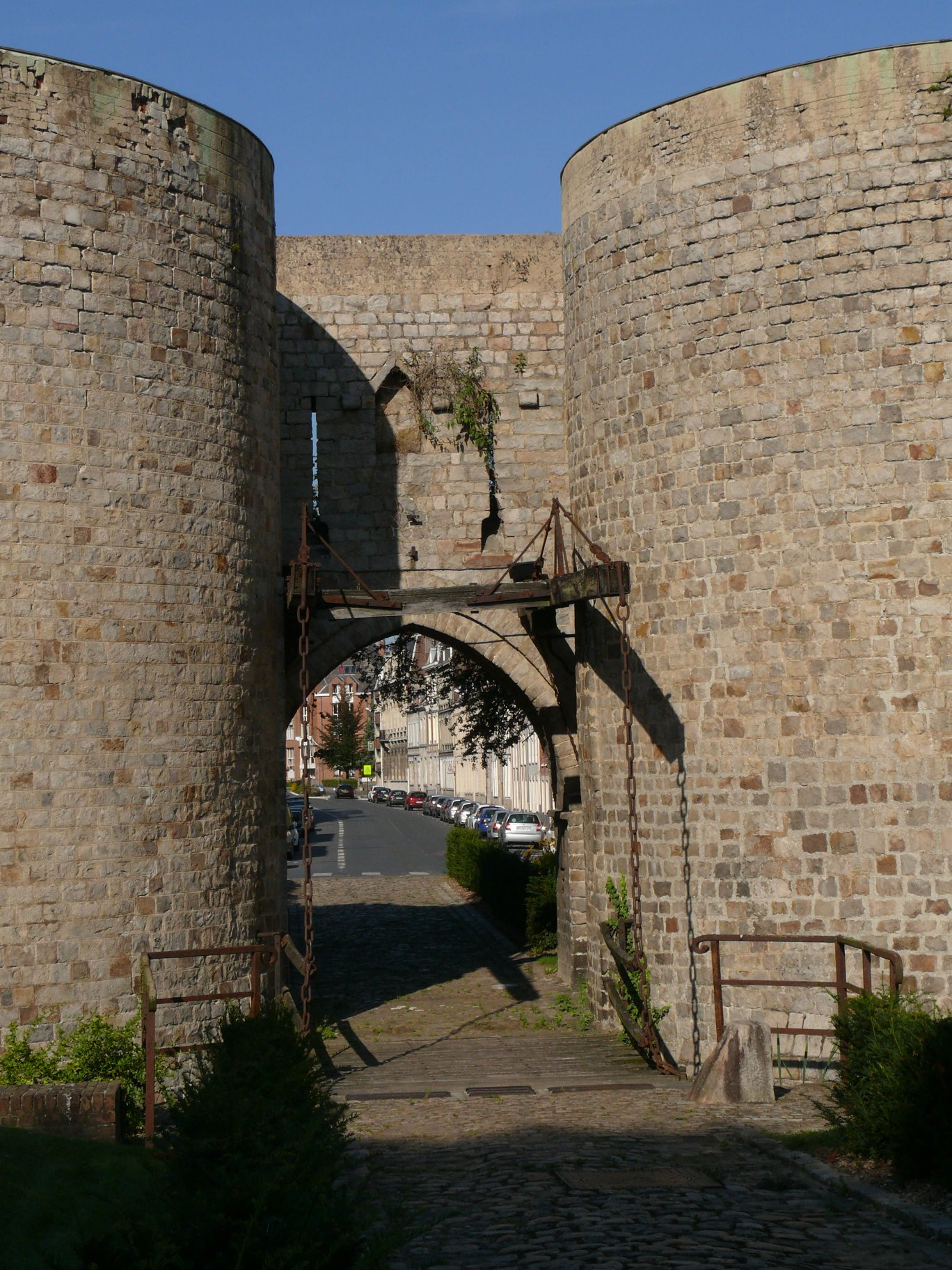
阿拉斯城门（法语：Porte d'Arras (Douai)）
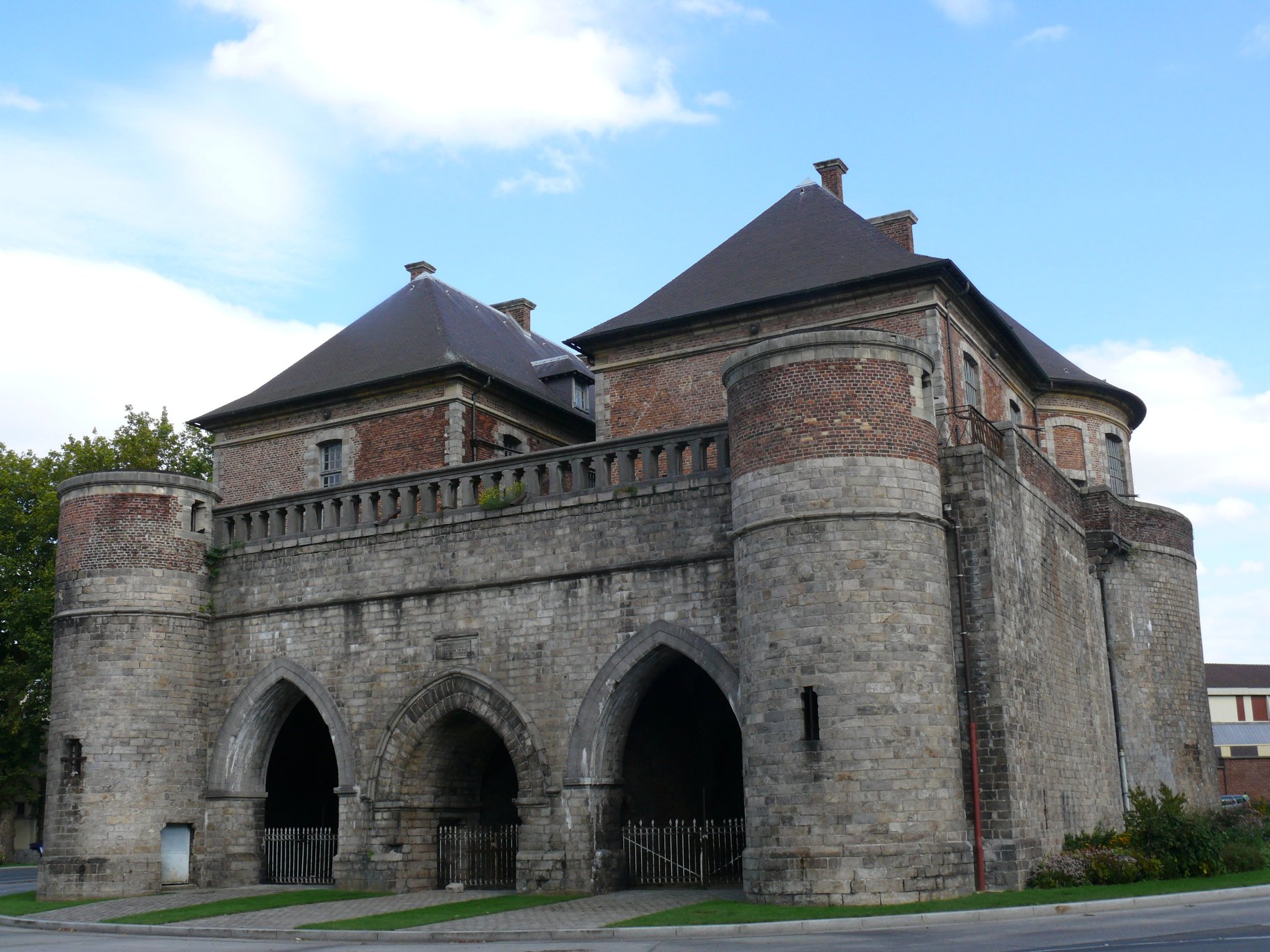
瓦朗谢讷城门

### 旅游
杜埃的旅游事务由其所属的公共社区负责。2021年，杜埃境内共有4家酒店共计163间房间。

### 媒体
法国主要的媒体均可在杜埃接收，法国电视三台下属的上法兰西大区频道在部分时段播出杜埃所属区域的地方新闻。

## 相关人物
法国汉学家金尼阁、雕塑家詹博洛尼亚、画家约瑟夫·阿韦德、军事家弗朗索瓦·迪吕特、摄影师乔治·德梅尼、文学家安德烈·奥贝和演员雅克·博纳费出生于杜埃。

## 友好城市
截至2020年2月，杜埃共与以下六座城市互为友好城市：
- 英格兰 哈羅區
- 德国 雷克灵豪森
- 美国 基诺沙
- 布吉納法索 代杜古
- 波蘭 普瓦維
- 比利时 瑟兰